# Big Game Fishing
Big Game Fishing è un videogioco di pesca alla traina d'altura pubblicato nel 1991 per Amiga, Atari ST, Commodore 64 e MS-DOS dalla Simulmondo. Rappresenta la pesca grossa dalla barca a prede come marlin, squali, tonni e pescispada, sia dal punto di vista dell'attività in mare, sia da quello economico.

## Modalità di gioco
Il giocatore ha a disposizione un budget limitato per organizzare la pesca giornata per giornata, ma può guadagnare denaro vendendo i pesci pescati nella località portuale in cui sosta. L'intero gioco si svolge in un'ampia zona di un immaginario mare del sud, dove tramite una mappa si può tracciare la rotta per il mare aperto o per uno dei molti porti.
Nella fase di approvvigionamento, oltre a pagare l'affitto della barca, si possono acquistare i beni di consumo, ovvero lenze, sarde per la pastura, carburante per la barca, razzi di segnalazione, batterie.
Si hanno inoltre informazioni sulle condizioni meteorologiche e sui tipi di pesce più richiesti e redditizi per la vendita in quel porto.
Nella fase di pesca vera e propria si ha una visuale in prima persona da dietro la canna. Si può selezionare il tipo di esca, che determina il tipo di pesce più attratto; la velocità della barca, che dev'essere anche adeguata al tipo di esca; i metri di lenza da trainare; quando gettare eventuale pastura.
Si ha il controllo diretto sull'inclinazione della canna e sull'avvolgimento della lenza, e quando una preda abbocca bisogna dosarli con cura per evitare la fuga del pesce o la rottura della lenza, che può avvenire in particolare quando il pesce salta fuori dall'acqua.
Si dispone di ecoscandaglio per i fondali, indicatori di tensione della lenza e di frizione del mulinello, termometro dell'acqua, radio per eventuali SOS. La presenza di gabbiani è inoltre indice di probabile presenza di prede.
Si può arrivare a prendere pesci di 360kg, ma solo nelle acque più lontane e con le maggiori spese; si comincia in genere facendo soldi con prede più piccole, ogni cattura comunque non è un compito semplice. C'è la possibilità di salvare la partita.